# Нещото от друг свят
„Нещото от друг свят“ (на английски: The Thing from Another World) е американски научнофантастичен филм на ужасите от 1951 г. с Маргарет Шеридън в главната роля.
Базиран е на новелата „Кой е там?“ на Джон Кемпбъл. През 1982 г. излиза римейк на филма.

## Сюжет
Внимание:  Текстът по-долу разкрива сюжета на произведението (или части от него)!
Учени в антарктическата научноизследователска станция откриват космически кораб, заровен в леда. След по-задълбочено проучване, намират и замръзналия пилот. Те го отнасят в станцията и тогава целият ад се изсипва върху тях, когато той ненадейно се размразява.

## Актьорски състав
- Маргарет Шеридън – Ники Николсън
- Кенет Тоби – Капитан Хендри
- Робърт Корнтуейт – д-р Карингтън
- Дъглас Спенсър – Нед Скот
- Джеймс Йънг – Лейтенант Дайкс
- Деви Мартин – Боб
- Робърт Никълс – Лейтенант Макфърсън
- Уилиям Селф – Бърнс
- Едуард Франц – д-р Стърн
- Сали Крейтън – г-жа Чапман
- Джеймс Арнес – Нещото